# Spinderiet
Spinderiet er et dansk indkøbscenter beliggende centralt i Valby umiddelbart ved Valby Station og Valby Langgade.
Centret åbnede den 15. november 2007 og består af 19.000 m2 butiks- og torveareal fordelt på 50 butikker. Derudover er der i byggeriet 4.500 m2 kontorer og 12.500 m2 ejer- og lejeboliger. Centret består af en lukket indendørs del (som et traditionelt center) og af butiksgader, der er delvist overdækket af et tag i glas i 4. sals højde. I midten ligger et stort torv. Der er indgang direkte fra stationen, fra Valby Langgade og fra Tingstedet via Skolegade. 
Spinderiet er opkaldt efter De Danske Bomuldsspinderiers fabrik, der blev opført på stedet i 1906-1907 og i sin samtid var en moderne arbejdsplads med travle spindepiger og effektiv halvmekanisk produktion. Butikscentret blev opført af TK Development og ejes af DADES A/S. Butikscenteret er tegnet af AK83 Arkitekter. 
En del af de gamle bygninger fra det gamle bomuldsspinderi er genbrugt og ombygget, mens nye bygninger er bygget til omkring. En af de genbrugte bygninger er et 32 meter højt tårn, der nu fungerer som vartegn for centret. 
Den arkitektoniske idé var at restaurere det gamle bomuldsspinderi og blande det gamle med  moderne arkitektur. En lignende tilgang kan ses i butikscentret mary's i Vejle.